# Christmas in My Heart (Lied)
Christmas in My Heart ist ein Popsong der deutschen Sängerin Sarah Connor aus dem Jahr 2005. Er ist der Titelsong ihres gleichnamigen Weihnachtsalbums und wurde von Kay Denar und Rob Tyger geschrieben.

## Text und Hintergrund
Den männlichen Begleitgesang übernahm Dwight Stewart, der Mitglied der Gruppe Naturally 7 war. Produziert und geschrieben wurde das Lied von Kay Denar (Kay D) und Rob Tyger. Im November 2005 erschien das Lied bei X-Cell Records als erste Single ihres gleichnamigen Weihnachtsalbums.
Der Text verarbeitet Trennungsschmerzen. Es wird beschrieben, wie das lyrische Ich unter der Trennung vom Partner leidet. Für die gemeinsame Zeit findet es mit „Christmas in My Heart“, also „Weihnachten im Herzen“, ein Bild. Musikalisch handelt es sich um eine getragene Contemporary-R&B-Ballade.

## Musikvideo
Das Musikvideo zeigt Sarah Connor in einer abgeschiedenen Waldhütte zur Weihnachtszeit. Regie führte Oliver Sommer, die Produktion übernahm AVA Studios.

## Kommerzieller Erfolg

### Chartplatzierungen
Seit der ersten Veröffentlichung platzierte sich das Lied immer wieder in der Weihnachtszeit in den deutschen Charts.
| Periode   | Höchstplatzierung, GesamtwochenChartplatzierungen (Periode, Platzierungen, Wochen) | Höchstplatzierung, GesamtwochenChartplatzierungen (Periode, Platzierungen, Wochen) | Höchstplatzierung, GesamtwochenChartplatzierungen (Periode, Platzierungen, Wochen) |
| Periode   | DE                                                                                 | AT                                                                                 | CH                                                                                 |
| --------- | ---------------------------------------------------------------------------------- | ---------------------------------------------------------------------------------- | ---------------------------------------------------------------------------------- |
| 2005/06   | DE4 (9 Wo.)DE                                                                      | AT6 (5 Wo.)AT                                                                      | CH4 (7 Wo.)CH                                                                      |
| 2006/07   | DE82 (1 Wo.)DE                                                                     | —                                                                                  | —                                                                                  |
| 2007/08   | DE78 (1 Wo.)DE                                                                     | —                                                                                  | —                                                                                  |
| 2008/09   | DE88 (1 Wo.)DE                                                                     | —                                                                                  | —                                                                                  |
|           |                                                                                    |                                                                                    |                                                                                    |
|           |                                                                                    |                                                                                    |                                                                                    |
| 2010/11   | —                                                                                  | AT75 (1 Wo.)AT                                                                     | —                                                                                  |
|           |                                                                                    |                                                                                    |                                                                                    |
|           |                                                                                    |                                                                                    |                                                                                    |
| 2020/21   | DE49 (3 Wo.)DE                                                                     | —                                                                                  | —                                                                                  |
| 2021/22   | DE61 (4 Wo.)DE                                                                     | AT64 (3 Wo.)AT                                                                     | —                                                                                  |
| 2022/23   | DE57 (4 Wo.)DE                                                                     | AT74 (1 Wo.)AT                                                                     | —                                                                                  |
| 2023/24   | DE72 (2 Wo.)DE                                                                     | —                                                                                  | —                                                                                  |
| 2024/25   | DE94 (1 Wo.)DE                                                                     | —                                                                                  | —                                                                                  |
| Insgesamt | DE4 (26 Wo.)DE                                                                     | AT6 (10 Wo.)AT                                                                     | CH4 (7 Wo.)CH                                                                      |

| ChartsJahrescharts (2006) | Platzierung |
| ------------------------- | ----------- |
| Deutschland (GfK)         | 77          |
| Schweiz (IFPI)            | 88          |

### Auszeichnungen für Musikverkäufe
| Land/Region        | Auszeichnungen für Musikverkäufe (Land/Region, Auszeichnung, Verkäufe) | Verkäufe |
| ------------------ | ---------------------------------------------------------------------- | -------- |
| Deutschland (BVMI) | Gold                                                                   | 300.000  |
| Insgesamt          | 1× Gold ·                                                              | 300.000  |